# Ostkarpaten
Die Ostkarpaten (slowakisch Východné Karpaty, polnisch Karpaty Wschodnie, ukrainisch Східні Карпати Schidni Karpaty, rumänisch Carpații Orientali oder Carpații Răsăriteni) sind ein Teil des ostmitteleuropäischen Gebirges der Karpaten. Sie bilden die Fortsetzung der Westkarpaten und umfassen das Gebiet etwa von der slowakischen Stadt Bardejov bis zum Predealpass in Rumänien. In Polen gehören vor allem die Niederen Beskiden, das Sanok-Turkaer Gebirge mit den Saana Bergen und die Bieszczady zu den Ostkarpaten. Größere Städte sind hier Przemyśl, Krosno und Sanok sowie die (Winter)sportorte Polańczyk, Ustrzyki Dolne und Ustrzyki Górne.
Die Ostkarpaten gliedern sich in die Äußeren und die Inneren Ostkarpaten.
Im weitesten Sinne, jedoch eher selten, wird der Begriff Ostkarpaten als Bezeichnung für die gesamten Südostkarpaten verwendet.
Die Ostkarpaten im engsten Sinne liegen vollständig in Rumänien und markieren hier die Grenze zwischen den Landesteilen Siebenbürgen und Westmoldau. Die höchste Erhebung ist der Pietros mit 2303 m. Als Nordgrenze der Ostkarpaten gilt der Prisloppass (1416 m; an der östlichen Grenze der Region Maramureș zwischen dem Maramuresch-Gebirge und dem Rodnaer Gebirge) in Rumänien. Die Südgrenze wird am Predealpass gezogen. Größere Städte der Region sind Piatra Neamț und Bacău. Die Ostkarpaten sind dem Fremdenverkehr noch wenig erschlossen.

## Gliederung der rumänischen Ostkarpaten

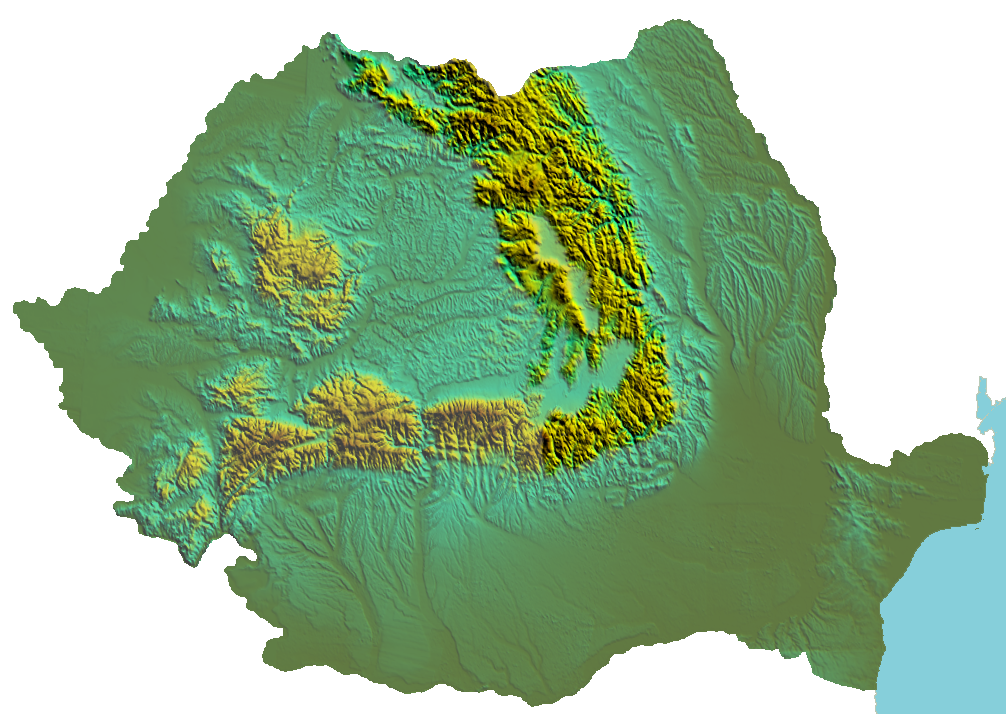
Die rumänischen Ostkarpaten und die Südkarpaten

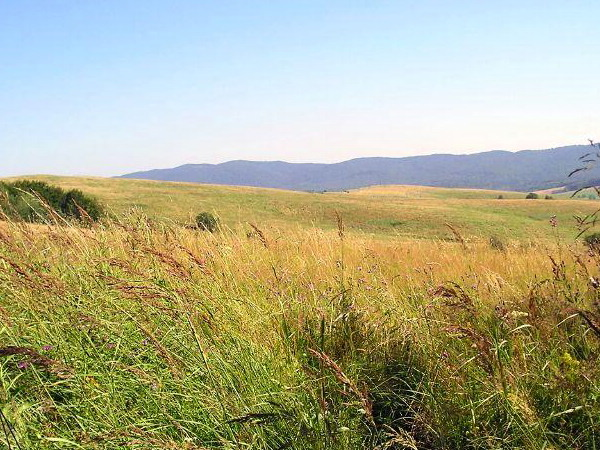
Ostkarpaten – Bieszczady, Polen

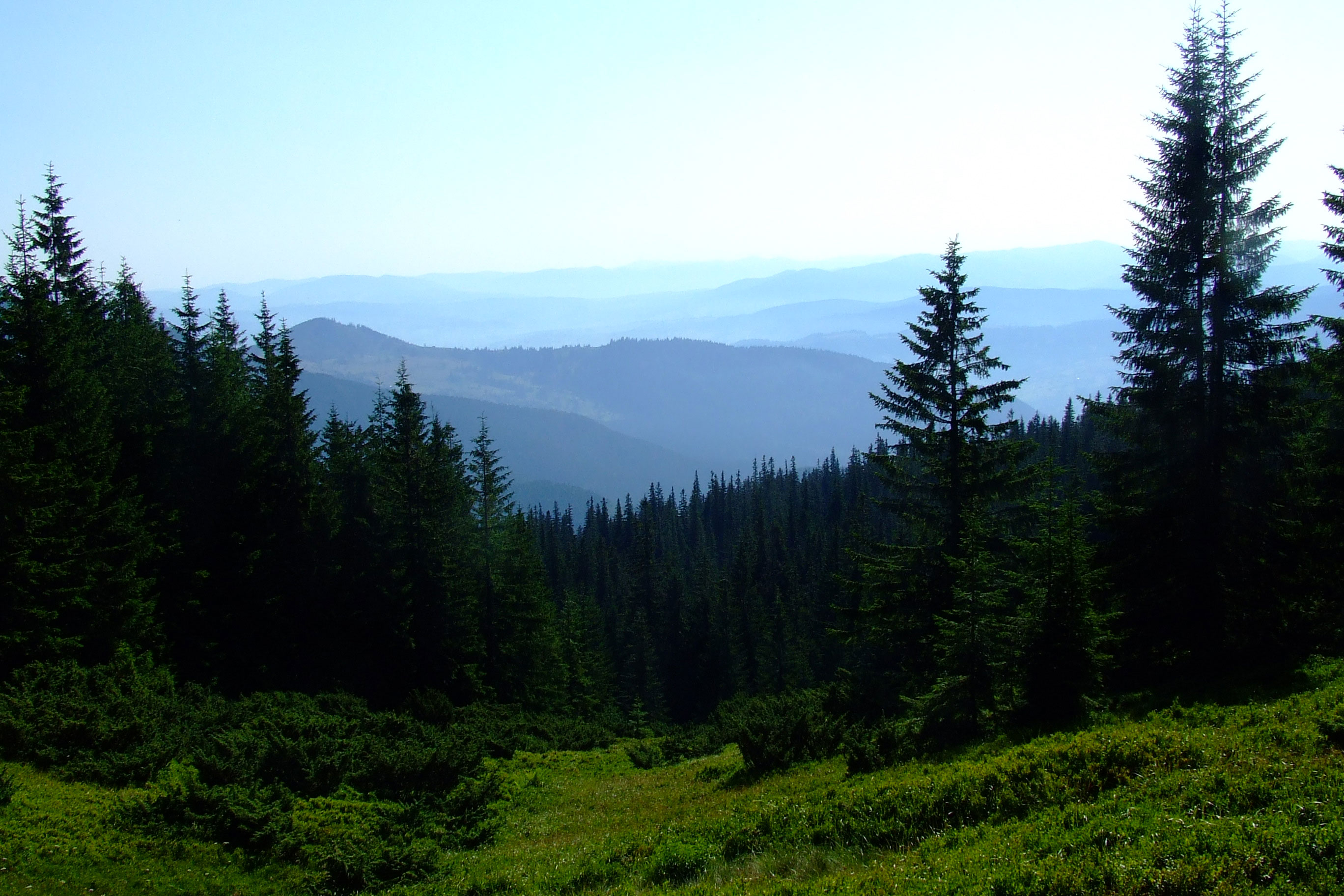
Blick auf die Berge der Swydiwez bei Dragobrat, Ukraine

Die Ostkarpaten sind durch viele Längstäler geprägt und dementsprechend in eine Vielzahl von Teilgebirgen gegliedert. Deren Bezeichnung, Abgrenzung und weitere Untergliederung ist nicht einheitlich und wird außer von topografischen auch von geologischen und touristischen Aspekten bestimmt.
| - Rodna - Suhard - Obcinele Bucovinei mit den Teilgebirgen Obcina Mestecănișului Obcina Feredeu Obcina Mare - Bârgau - Giumalău - Rarău - Călimani - Bistrița - Stânișoara - Ceahlău - Giurgeu - Gurghiu - Gosman - Tarcău - Hășmaș - Harghita - Culmea Petricica - Ciuc - Berzunț - Nemira - Ciomatu - Vrancea - Bodoc - Baraolt - Perșani - Munții Buzăului mit den Teilgebirgen Penteleu Podu Calului Siriu Tătaru Ivaneț Meteoru - Întorsura - Baiu (Gârbova) - Grohotiș - Ciucaș - Munții Bârsei mit den Teilgebirgen Măgura Codlei Postăvarul Piatra Mare | vergrößern und Informationen zum Bild anzeigenGebirge der rumänischen Ostkarpaten |

Siehe auch Hauptartikel: Gliederung der Karpaten